# Élections au Parlement de Catalogne de 2024
Les élections au Parlement de Catalogne de 2024 (en catalan : eleccions al Parlament de Catalunya de 2024, en espagnol : elecciones al Parlamento de Cataluña de 2024, en occitan : eleccions ath Parlament de Catalonha de 2024) se tiennent de manière anticipée le 12 mai 2024 afin d'élire les 135 députés de la XVe législature du Parlement de Catalogne pour un mandat de quatre ans.
Le scrutin est convoqué en avance sur le terme naturel de la législature, après que le Parlement a rejeté le projet de loi de finances pour 2024 proposé par le gouvernement minoritaire de Pere Aragonès (ERC), indépendantiste de gauche arrivé au pouvoir en 2021 avec le soutien d'une coalition de partis favorables à l'indépendance.
Le Parti socialiste arrive en tête du scrutin, tirant profit de la politique de dialogue avec les partis indépendantistes initiée par Pedro Sánchez au niveau national. Les formations sécessionnistes perdent leur majorité absolue pour la première fois depuis plus de dix ans en raison de la démobilisation de leur électorat. Parmi ces dernières, Ensemble pour la Catalogne devance clairement la Gauche républicaine de Catalogne au pouvoir. À droite, où a dominé un discours critique de l'immigration, Ciutadans disparaît au profit d'une percée du Parti populaire. Ne disposant que d'une majorité relative, le chef de file socialiste Salvador Illa entreprend à la suite du scrutin des négociations avec la Gauche républicaine et Comuns Sumar.
Six semaines après la tenue des élections, le président du Parlement Josep Rull constate l'absence de candidat à l'investiture, ce qui déclenche le délai de deux mois à l'issue duquel l'assemblée sera automatiquement dissoute faute d'élection d'un président de la Généralité. À la fin du mois de juillet, le Parti socialiste conclut deux accords d'investiture avec ERC et Comuns Sumar, ce qui permet l'investiture de Salvador Illa à la majorité absolue des voix.

## Contexte

### Victoire socialiste mais majorité indépendantiste en 2021
Lors des élections anticipées du 14 février 2021, le Parti socialiste (PSC) remporte une victoire à la Pyrrhus : il s'impose avec la majorité relative, mais les partis indépendantistes de la Gauche républicaine (ERC), Ensemble pour la Catalogne (Junts) et la Candidature d'unité populaire (CUP) remportent, ensemble, 74 députés sur 135, soit la majorité absolue des sièges.
Lors de la séance d'installation de la XIIIe-XIVe législature, le 12 mars, Laura Borràs, de Junts, est élue présidente du Parlement. Deux semaines plus tard, Pere Aragonès, d'ERC, échoue à se faire investir président de la Généralité, faute d'avoir pu rallier le soutien de Junts. Il est de nouveau défait lors du second tour de vote, quatre jours après.
Les deux partis s'entendent finalement pour constituer une coalition le 17 mai. Pere Aragonès est élu président de la Généralité quatre jours plus tard avec 74 voix favorables.

### Rupture de la coalition entre ERC et Junts en 2022
À l'occasion du débat annuel de politique générale, le président du groupe parlementaire de Junts, Albert Batet, déclare le 27 septembre 2022 être prêt à demander que Pere Aragonès se soumette à un vote de confiance. Le lendemain, le président de la Généralité renvoie son vice-président, Jordi Puigneró, qui était informé de la teneur du propos d'Albert Batet mais n'en avait pas informé Pere Aragonès.
Après que le chef de l'exécutif a rejeté deux propositions de Junts visant à rétablir la confiance au sein de la coalition gouvernementale,, les militants de Junts votent à près de 56 % les 6 et 7 octobre, actant la rupture de la gouvernance partagée par les indépendantistes depuis 2016. Le 9 octobre, Pere Argonès opère un remaniement de son gouvernement afin de remplacer les désormais ex-conseillers issus de Junts.
Lors des élections municipales du 28 mai 2023, le Parti socialiste arrive premier en voix, la Gauche républicaine première en nombre d'élus, et Ensemble pour la Catalogne première en nombre de premières places obtenues. Ce scrutin constitue un revers pour ERC, qui termine troisième en nombre de suffrages, tandis que le PSC vire en tête à Gérone, Lérida et Tarragone, échouant à prendre la première place à Barcelone, qui revient à Junts.

### Rejet du budget en 2024 et élections anticipées

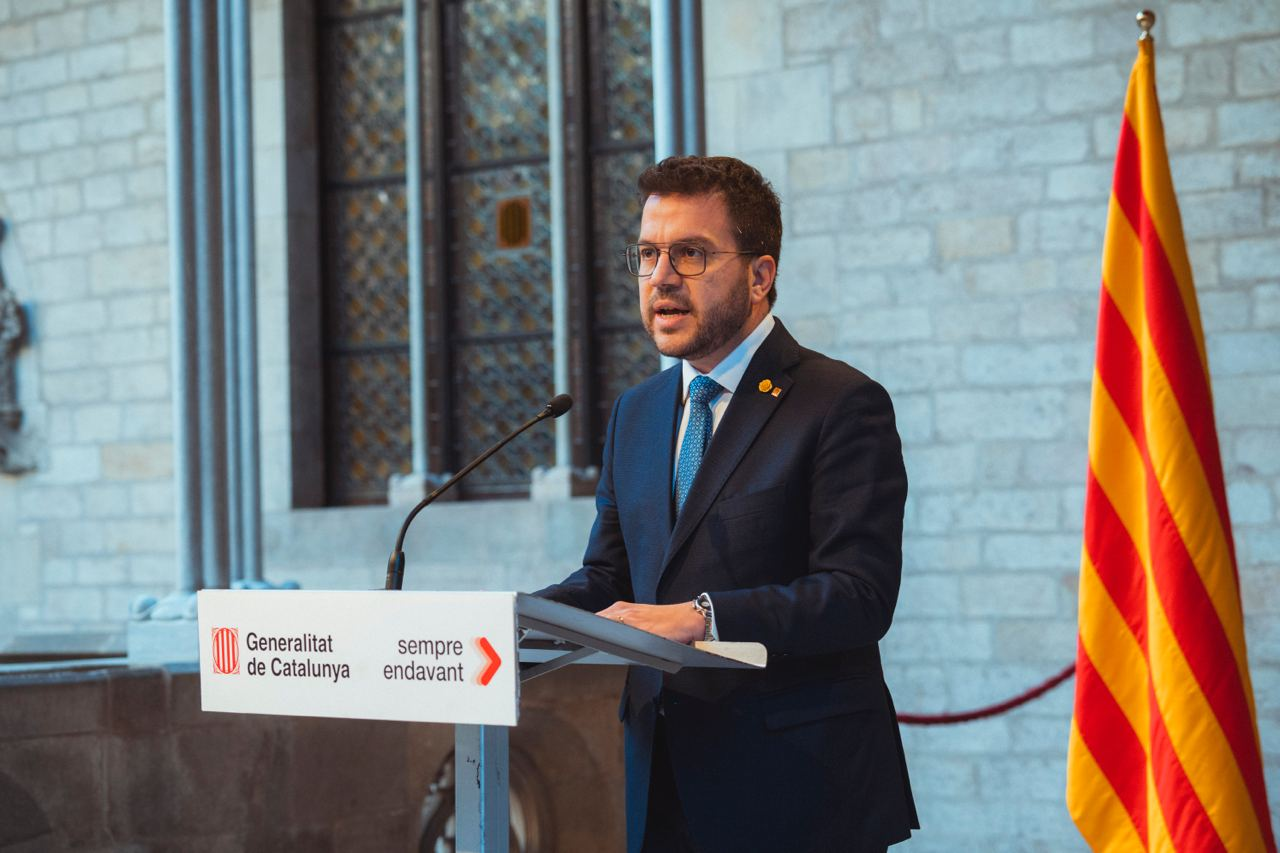
Pere Aragonès annonce la dissolution du Parlement quelques heures après le rejet de son projet de loi de finances.

Un accord sur le contenu du projet de loi de finances pour 2024 est conclu le 27 février 2024 entre le gouvernement de Pere Aragonès et le Parti socialiste de Salvador Illa. Parmi les exigences des socialistes acceptées par l'exécutif, celle concernant l'autorisation de construction d'un complexe hôtel-casino Hard Rock Cafe crée des frictions avec le troisième parti susceptible d'approuver le budget 2024 et dont les députés sont indispensables pour y parvenir, En Comú Podem, qui s'oppose résolument au projet de complexe hôtelier. Le 13 mars, le Parlement repousse le projet de loi de finances en adoptant une motion de rejet par 68 voix pour et 67 voix contre, En Comú exprimant son opposition — après avoir rejeté la proposition du gouvernement d'étudier un report du projet en raison de la grave sécheresse qui affecte la Catalogne — au même titre que Junts, Vox, la Candidature d'unité populaire (CUP), Ciudadanos (Cs) et le Parti populaire (PP).
Pere Aragonès réunit aussitôt une séance extraordinaire du Conseil exécutif du gouvernement catalan. À l'issue de cette réunion, il annonce la dissolution du Parlement et la convocation d'élections anticipées pour le 12 mai suivant. Il signe formellement le décret de dissolution de l'assemblée le 18 mars.

## Mode de scrutin

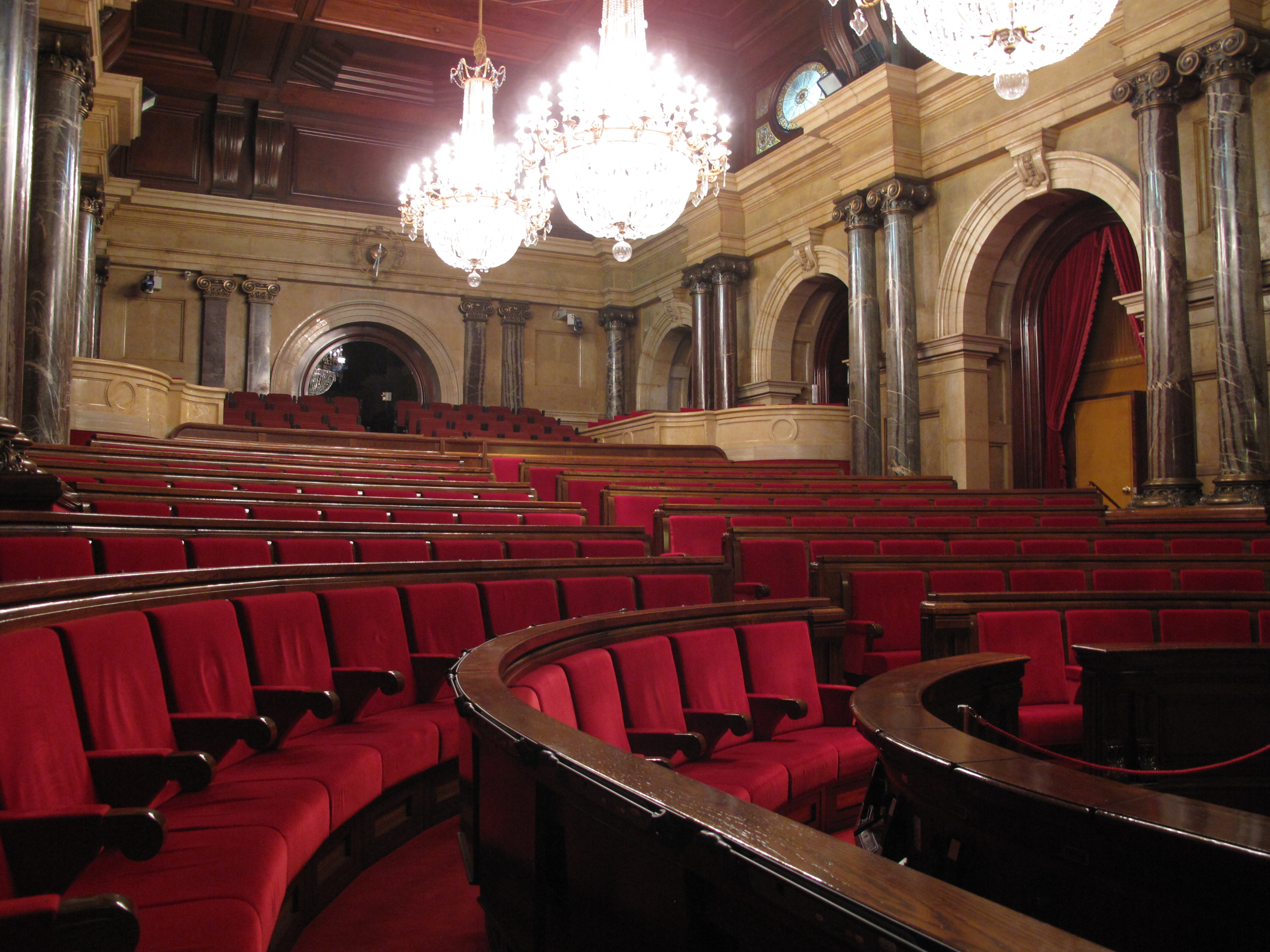
Hémicycle du Parlement de Catalogne.

Le Parlement de Catalogne (Parlament de Catalunya) est une assemblée parlementaire monocamérale constituée de 135 députés (diputats) élu pour une législature de quatre ans au suffrage universel direct selon les règles du scrutin proportionnel D'Hondt par l'ensemble des personnes résidant dans la communauté autonome où résidant momentanément à l'extérieur de celle-ci, si elles en font la demande.
La Catalogne ne s'étant jamais dotée d'une loi électorale propre en raison de divergences politiques sur la représentation des territoires, la deuxième disposition transitoire du statut d'autonomie de 2006 maintient en vigueur la quatrième disposition transitoire du statut d'autonomie de 1979, qui dispose que le Parlement est élu dans les mêmes conditions que le Congrès des députés,.

### Convocation du scrutin
Conformément à l'article 56 du statut de 2006, le Parlement est élu pour un mandat de quatre ans. L'article 42 de la loi électorale espagnole du 19 juin 1985 précise que les élections sont convoquées par le président de la Généralité au moyen d'un décret publié au Journal officiel (DOGC) et qu'elles ont lieu 54 jours après la publication du décret. En cas d'élections au terme naturel de la législature, le décret est signé 25 jours avant l'expiration du mandat du Parlement et publié le lendemain. En cas de dissolution anticipée, le décret est publié au lendemain de sa signature.

### Nombre de députés
Puisque l'article 56 du statut d'autonomie prévoit que « le Parlement se compose d'au moins 100 et d'au plus 150 députés », la sixième disposition transitoire du statut de 1979 indique que « Le Parlement de Catalogne sera composé par 135 députés ». Elle indique également que « les circonscriptions électorales seront les quatre provinces de Barcelone, Gérone, Lérida et Tarragone » et établit la répartition des sièges entre elles : « la circonscription de Barcelone élira un député pour 50 000 habitants, avec au plus 85 députés. Les circonscriptions de Gérone, Lérida et Tarragone éliront au moins six députés, plus un par tranche de 40 000 habitants, obtenant respectivement 17, 15 et 18 députés. ».
| Circonscriptions | Députés | Carte                        |
| ---------------- | ------- | ---------------------------- |
| Barcelone        | 85      | Députés par circonscription. |
| Gérone           | 17      | Députés par circonscription. |
| Lérida           | 15      | Députés par circonscription. |
| Tarragone        | 18      | Députés par circonscription. |

Figée depuis 1979, la répartition des sièges entre les quatre provinces conduit historiquement à une sous-représentation de Barcelone au profit des trois autres. Pour les élections du 12 mai 2024, la circonscription barcelonaise fera élire 63 % des députés catalans, alors qu'elle concentre 73 % de la population de la communauté autonome. En outre, cette distribution des sièges se révèle favorable aux partis nationalistes et indépendantistes puisqu'elle sur-représente les zones rurales éloignées des grandes villes, majoritairement peuplées de Catalans de naissance, qui constituent leur socle électoral. Cependant, selon une étude du journal en ligne ElDiario.es, la Catalogne est l'une des communautés autonomes qui génère le moins de distorsion entre le nombre de voix et le nombre de sièges obtenus

### Présentation des candidatures
Peuvent présenter des candidatures : 
- les partis ou fédérations politiques enregistrées auprès du registre des partis politiques du ministère de l'Intérieur ;
- les coalitions électorales de ces mêmes partis ou fédérations dûment constituées et inscrites auprès de la commission électorale au plus tard 10 jours après la convocation du scrutin ;
- et les regroupements d'électeurs bénéficiant du parrainage d'au moins 1 % des inscrits de la circonscription.

### Répartition des sièges
Seules les listes ayant recueilli au moins 3 % des suffrages valides — incluant les bulletins blancs — dans une circonscription peuvent participer à la répartition des sièges à pourvoir dans cette circonscription, qui s'organise en suivant différentes étapes : 
- les listes sont classées en une colonne par ordre décroissant du nombre de suffrages obtenus ;
- les suffrages de chaque liste sont divisés par 1, 2, 3... jusqu'au nombre de députés à élire afin de former un tableau ;
- les mandats sont attribués selon l'ordre décroissant des quotients ainsi obtenus.

Lorsque deux listes obtiennent un même quotient, le siège est attribué à celle qui a le plus grand nombre total de voix ; lorsque deux candidatures ont exactement le même nombre total de voix, l'égalité est résolue par tirage au sort et les suivantes de manière alternative.

### Sondages

Intentions de vote depuis les dernières élections parlementaires du 14 février 2021

## Campagne

### Principaux partis
| Force politique | Force politique                                                              | Force politique                     | Chef de file                               | Idéologie                                                                       | Résultats en 2021          |
| --------------- | ---------------------------------------------------------------------------- | ----------------------------------- | ------------------------------------------ | ------------------------------------------------------------------------------- | -------------------------- |
|                 | Parti des socialistes de Catalogne (ca) Partit dels Socialistes de Catalunya | PSC                                 | Salvador Illa (Chef de l'opposition)       | Centre gauche Social-démocratie, fédéralisme, catalanisme                       | 23,0 % des voix 33 députés |
|                 | Gauche républicaine de Catalogne (ca) Esquerra Republicana de Catalunya      | ERC                                 | Pere Aragonès (Président de la Généralité) | Centre gauche à gauche Indépendantisme, socialisme démocratique, nationalisme   | 21,3 % des voix 33 députés |
|                 | Ensemble pour la Catalogne (ca) Junts per Catalunya                          | Junts                               | Carles Puigdemont                          | Centre à centre droit Catalanisme, indépendantisme, républicanisme              | 20,1 % des voix 32 députés |
|                 | Vox                                                                          | Vox                                 | Ignacio Garriga                            | Droite radicale à extrême droite Néo-franquisme, centralisme, ultranationalisme | 7,7 % des voix 11 députés  |
|                 | Candidature d'unité populaire (ca) Candidatura d'Unitat Popular              | CUP                                 | Laia Estrada (ca)                          | Gauche à extrême gauche Indépendantisme, anticapitalisme, écologisme            | 6,7 % des voix 9 députés   |
|                 | Comuns Sumar Les Communs Rassembler                                          | Comuns Sumar Les Communs Rassembler | Jéssica Albiach (ca)                       | Gauche Écosocialisme, altermondialisme, souverainisme                           | En coalition 6 députés     |
|                 | Ciutadans Citoyens                                                           | Cs                                  | Carlos Carrizosa (ca)                      | Centre droit à droite Libéralisme, libéral-conservatisme, unionisme             | 5,6 % des voix 6 députés   |
|                 | Parti populaire (ca) Partit Popular                                          | PP                                  | Alejandro Fernández                        | Centre droit à droite Libéral-conservatisme, démocratie chrétienne, unionisme   | 3,9 % des voix 3 députés   |
|                 | Alliance catalane (ca) Aliança Catalana                                      | Aliança                             | Sílvia Orriols                             | Extrême droite Indépendantisme, opposition à l'immigration                      | Nouveau                    |

## Journée électorale

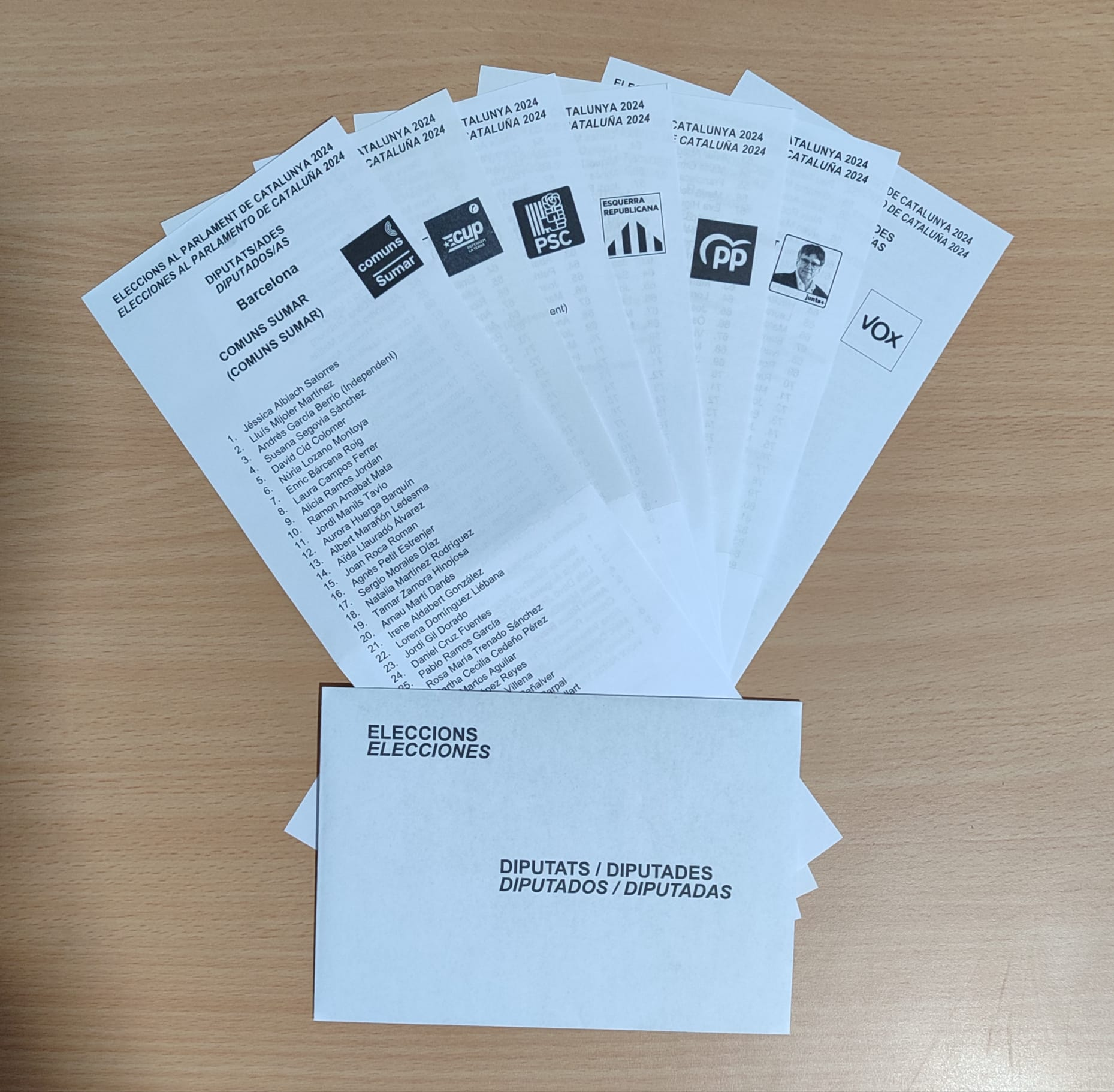
Bulletins de vote.

Au matin de la journée électorale, un vol de cables électriques dans le poste électrique de la gare de Montcada-Bifurcation provoque un grave incident de circulation sur le réseau des Rodalies de Catalunya. Les services des lignes R1, R2 nord et sud, R3 et R4 nord et sud sont limités, voire supprimés dans le cas de la R3, et aucun train n'est en mesure de desservir les gares de Barcelone. Face à cette situation, la Gauche républicaine de Catalogne puis Ensemble pour la Catalogne demandent officiellement le report de la fermeture des bureaux de vote auprès des autorités électorales. La commission électorale centrale, saisie par les commissions provinciales, souligne que c'est à celles-ci de décider, rappelant qu'un tel report peut être autorisé « de manière exceptionnelle ». Les quatre commissions provinciales rejettent ensuite les requêtes d'ERC et Junts.
À 13 h, la participation atteint 26,9 % des inscrits, soit une hausse de quatre points de pourcentage par rapport à 2021. Dans le détail, l'augmentation de l'affluence aux urnes se révèle plus importante dans les secteurs dominés par les partis non-indépendantistes. Ainsi, dans les bureaux où les formations opposées à l'indépendance ont devancé les indépendantistes de plus de 50 points en 2021, la participation progresse d'environ cinq points de pourcentage, alors que dans ceux où les indépendantistes ont réalisé la même performance, l'augmentation est de seulement un point. Pour ce qui est de la baisse de la participation, la majorité des bureaux concernée a été remportée par les partis indépendantistes en 2021.
Le taux de participation à 18 h atteint 45,8 % des inscrits, presque le même qu'en 2021 à la même heure. Plus précisément, l'affluence aux urnes continue d'augmenter dans les territoires ayant majoritairement voté pour les partis anti-indépendantistes lors du précédent scrutin. Ainsi, dans les communes où ces formations ont remporté entre 50 % et plus de 70 % des voix, la participation progresse de 2,1 à 4,3 points. Dans les villes où les partis indépendantistes avaient réalisé des performances similaires, elle est en repli de 3,8 à 9,3 points.

## Résultats

### Participation
| Heure  | En 2021 | En 2024 | Différence |
| ------ | ------- | ------- | ---------- |
| à 13 h | 22,77 % | 26,90 % | 4,13       |
| à 18 h | 45,61 % | 45,80 % | 0,19       |
| à 20 h | 53,55 % | 57,94 % | 4,39       |
| Final  | 51,29 % | 55,31 % | 4,02       |

### Total régional
| Représentation en hémicycle sur un axe gauche-droite du résultat. |                                                       |           |       |      |        |               |
| Partis                                                            | Partis                                                | Voix      | %     | +/-  | Sièges | +/-           |
|                                                                   | Parti des socialistes de Catalogne (PSC)              | 882 589   | 27,96 | 4,93 | 42     | 9             |
|                                                                   | Ensemble pour la Catalogne (Junts)                    | 681 470   | 21,59 | 1,52 | 35     | 3             |
|                                                                   | Gauche républicaine de Catalogne (ERC)                | 431 128   | 13,66 | 7,64 | 20     | 13            |
|                                                                   | Parti populaire (PP)                                  | 347 170   | 11,00 | 7,15 | 15     | 12            |
|                                                                   | Vox                                                   | 251 096   | 7,95  | 0,28 | 11     | en stagnation |
|                                                                   | Comuns Sumar                                          | 184 297   | 5,84  | N/a  | 6      | en stagnation |
|                                                                   | Candidature d'unité populaire (CUP)                   | 129 059   | 4,09  | 2,59 | 4      | 5             |
|                                                                   | Alliance catalane (Aliança)                           | 119 149   | 3,77  | Nv   | 2      | 2             |
|                                                                   | Parti animaliste avec l'environnement (PACMA)         | 34 493    | 1,09  | Nv   | 0      | en stagnation |
|                                                                   | Ciutadans (Cs)                                        | 22 947    | 0,73  | 4,85 | 0      | 6             |
|                                                                   | Alhora                                                | 14 104    | 0,45  | Nv   | 0      | en stagnation |
|                                                                   | Front ouvrier (FO)                                    | 10 118    | 0,32  | Nv   | 0      | en stagnation |
|                                                                   | Parti communiste des travailleurs de Catalogne (PCTC) | 4 212     | 0,13  | 0,03 | 0      | en stagnation |
|                                                                   | Recortes Cero (RC)                                    | 3 487     | 0,11  | 0,33 | 0      | en stagnation |
|                                                                   | Autres listes                                         | 5 184     | 0,16  | –    | 0      | 2             |
|                                                                   | Blanc                                                 | 35 967    | 1,14  | 0,29 |        |               |
|                                                                   |                                                       |           |       |      |        |               |
| Votes valides                                                     | Votes valides                                         | 3 156 470 | 99,16 |      |        |               |
| Votes nuls                                                        | Votes nuls                                            | 26 667    | 0,84  |      |        |               |
| Total                                                             | Total                                                 | 3 183 137 | 100   | –    | 135    | en stagnation |
| Abstentions                                                       | Abstentions                                           | 2 571 850 | 44,69 |      |        |               |
| Inscrits / Participation                                          | Inscrits / Participation                              | 5 754 987 | 55,31 |      |        |               |

### Par circonscription
| Circonscription | Circonscription | Barcelone | Barcelone | Barcelone | Barcelone     | Gérone  | Gérone  | Gérone | Gérone        | Lérida  | Lérida  | Lérida | Lérida        | Tarragone | Tarragone | Tarragone | Tarragone     |
| --------------- | --------------- | --------- | --------- | --------- | ------------- | ------- | ------- | ------ | ------------- | ------- | ------- | ------ | ------------- | --------- | --------- | --------- | ------------- |
|                 |                 |           |           |           |               |         |         |        |               |         |         |        |               |           |           |           |               |
| Sièges          | Sièges          | 85        | 85        | 85        | en stagnation | 17      | 17      | 17     | en stagnation | 15      | 15      | 15     | en stagnation | 18        | 18        | 18        | en stagnation |
|                 |                 |           |           |           |               |         |         |        |               |         |         |        |               |           |           |           |               |
|                 |                 | Nombre    | Nombre    | %         | %             | Nombre  | Nombre  | %      | %             | Nombre  | Nombre  | %      | %             | Nombre    | Nombre    | %         | %             |
| Inscrits        | Inscrits        | 4 278 557 | 4 278 557 | 100       | 100           | 553 338 | 553 338 | 100    | 100           | 318 856 | 318 856 | 100    | 100           | 604 236   | 604 236   | 100       | 100           |
| Abstentions     | Abstentions     | 1 894 338 | 1 894 338 | 44,27     | 44,27         | 249 436 | 249 436 | 45,07  | 45,07         | 148 130 | 148 130 | 46,45  | 46,45         | 279 946   | 279 946   | 46,33     | 46,33         |
| Votants         | Votants         | 2 384 219 | 2 384 219 | 55,72     | 55,72         | 303 902 | 303 902 | 54,92  | 54,92         | 170 726 | 170 726 | 53,54  | 53,54         | 324 290   | 324 290   | 53,66     | 53,66         |
| Nuls            | Nuls            | 17 510    | 17 510    | 0,73      | 0,73          | 3 179   | 3 179   | 1,04   | 1,04          | 2 238   | 2 238   | 1,31   | 1,31          | 3 740     | 3 740     | 1,15      | 1,15          |
| Exprimés        | Exprimés        | 2 366 709 | 2 366 709 | 99,26     | 99,26         | 300 723 | 300 723 | 98,95  | 98,95         | 168 488 | 168 488 | 98,68  | 98,68         | 320 550   | 320 550   | 98,84     | 98,84         |
|                 |                 |           |           |           |               |         |         |        |               |         |         |        |               |           |           |           |               |
| Partis          | Partis          | Voix      | %         | Sièges    | +/−           | Voix    | %       | Sièges | +/−           | Voix    | %       | Sièges | +/−           | Voix      | %         | Sièges    | +/−           |
|                 | PSC             | 707 234   | 29,88     | 28        | 5             | 58 906  | 19,58   | 4      | 1             | 34 748  | 20,62   | 4      | 1             | 81 701    | 25,48     | 6         | 2             |
|                 | Junts           | 457 744   | 19,34     | 18        | 2             | 104 664 | 34,80   | 7      | en stagnation | 51 125  | 30,34   | 5      | en stagnation | 67 937    | 21,19     | 5         | 1             |
|                 | ERC             | 316 212   | 13,36     | 12        | 7             | 36 063  | 11,99   | 2      | 2             | 27 523  | 16,33   | 3      | 2             | 51 330    | 16,01     | 3         | 2             |
|                 | PP              | 274 054   | 11,57     | 11        | 8             | 19 723  | 6,55    | 1      | 1             | 15 472  | 9,18    | 1      | 1             | 37 921    | 11,82     | 2         | 2             |
|                 | Vox             | 188 828   | 7,97      | 7         | en stagnation | 19 118  | 6,35    | 1      | en stagnation | 10 508  | 6,23    | 1      | en stagnation | 32 642    | 10,18     | 2         | en stagnation |
|                 | Comuns SMR      | 158 343   | 6,69      | 6         | 1             | 9 920   | 3,29    | 0      | en stagnation | 3 653   | 2,16    | 0      | en stagnation | 12 381    | 3,86      | 0         | 1             |
|                 | CUP             | 94 123    | 3,97      | 3         | 2             | 14 846  | 4,93    | 1      | 1             | 7 148   | 4,24    | 0      | 1             | 12 942    | 4,03      | 0         | 1             |
|                 | Aliança         | 67 896    | 2,86      | 0         | en stagnation | 26 989  | 8,97    | 1      | 1             | 13 058  | 7,75    | 1      | 1             | 11 206    | 3,49      | 0         | en stagnation |
|                 | Cs              | 19 633    | 0,82      | 0         | 5             | 1 014   | 0,33    | 0      | en stagnation | 553     | 0,32    | 0      | en stagnation | 1 747     | 0,54      | 0         | 1             |
|                 | Autres          | 56 769    | 2,40      | 0         | 2             | 5 921   | 1,97    | 0      | en stagnation | 1 966   | 1,17    | 0      | en stagnation | 6 942     | 2,17      | 0         | en stagnation |
|                 | Blanc           | 25 873    | 1,09      |           |               | 3 559   | 1,18    |        |               | 2 734   | 1,62    |        |               | 3 801     | 1,19      |           |               |

## Analyse

Parti vainqueur par province, avec intensité de son score et répartition des sièges.

Pour la première fois depuis 2012 et le virage sécessionniste des nationalistes de CiU, les partis indépendantistes perdent la majorité absolue au Parlement. C'est même la première fois depuis 1980 qu'il n'y a pas de majorité pour les formations catalanistes.
Le parti de l'ancien président Carles Puigdemont, Ensemble pour la Catalogne (Junts), qui a fait campagne depuis Argelès-sur-Mer en raison du mandat d'arrêt lancé à son encontre par la justice espagnole, devance clairement la Gauche républicaine de Catalogne (ERC), au pouvoir et critiquée pour sa gestion, comme l'épisode de sécheresse qui touche le territoire catalan. Si la campagne hyper-personnalisée de l'ex-président permet à Junts de bénéficier d'un « effet Puigdemont » pour prendre la première place des formations sécessionnistes, celui-ci ne profite pas de l'effondrement d'ERC. Dans son ensemble, l'indépendantisme est victime de la démobilisation de son électorat, déçu de l'absence de concrétisation de l'indépendance de la Catalogne en 2017. Ainsi, la participation augmente de seulement quatre points de pourcentage par rapport à 2021, quand les élections se tenaient dans le contexte de la pandémie de Covid-19. Selon El País, ce résultat enterre le processus d'indépendance (« procés ») enclenché en 2012.
La victoire revient donc au Parti socialiste (PSC) de l'ancien ministre de la Santé Salvador Illa. Il semble ainsi profiter de la politique de dialogue et de main tendue du secrétaire général du PSOE et président du gouvernement Pedro Sánchez vis-à-vis des indépendantistes. C'est la première fois de son histoire qu'il l'emporte en voix et en sièges. Avec 42 députés, il reste cependant loin de la majorité absolue et devra donc trouver des alliances pour s'installer au pouvoir. Arithmétiquement, il existe une possibilité de rééditer l'alliance tripartite (« Tripartit ») entre le PS, ERC et la gauche radicale (Comuns-Sumar) qui avait gouverné entre 2003 et 2010, mais elle serait très difficile à mettre en œuvre compte tenu de la virulence de la Gauche républicaine vis-à-vis du Parti socialiste pendant la campagne.
À droite de l'échiquier politique, le Parti populaire (PP) absorbe l'ensemble de l'espace électoral de Ciutadans (Cs), qui disparaît ainsi du Parlement, et réalise ainsi une percée en progressant de sept points, grâce également à la récupération d'une partie de l'électorat du PSC. Si le vote en faveur de Vox reste stable, le parti politique indépendantiste Alliance catalane (Aliança) apparaît sur son crédo anti-immigration et dénonçant « l'islamisation » de la communauté autonome et fait son entrée au Parlement. Dans leur ensemble, les partis de droite et d'extrême droite bénéficient de leur discours critiquant l'immigration illégale et l'associant à la délinquance.
S'il existe un risque de blocage pouvant conduire à de nouvelles élections, le directeur de l'Institut de sciences sociales et politiques de Barcelone Oriol Bartomeus, cité par Le Figaro, souligne que la Gauche républicaine n'y a pas intérêt car elles risqueraient de se transformer en une sorte de « second tour » entre le PSC et Junts, affaiblissant encore davantage ERC.
À l'issue du comptage des votes par correspondance des expatriés, la répartition des sièges issue du dépouillement du 12 mai n'est pas affectée. Junts échoue en effet à obtenir suffisamment de suffrages supplémentaires dans la circonscription de Lérida pour rattraper son retard de 761 voix sur le Parti socialiste. Il en va de même pour la Candidature d'unité populaire dans la circonscription de Tarragone et pour l'Alliance catalane dans la circonscription de Gérone, d'autant que ce dernier cas, l'écart était de 2 000 bulletins.

## Contestation du vote par correspondance
Le 18 mai, Junts demande aux commissions électorales provinciales que le vote par correspondance des expatriés soit de nouveau organisé, dénonçant de « graves irrégularités », dont notamment une quantité « excessive » de votes invalidés et la destruction de bulletins de votes nuls avant l'expiration des délais de recours. La commission électorale de Barcelone rejette la requête trois jours plus tard, arguant que les bulletins n'ont pas été détruits mais placés sous la garde de la police de Catalogne (Mossos d'Esquadra), et que la qualification de la quantité de bulletins invalidés relève d'une « considération subjective ». À son tour, la commission électorale centrale rejette le 27 mai la requête de Junts et ordonne par ailleurs à la commission électorale provinciale de Barcelone de procéder à la proclamation des députés élus.

## Conséquences

### Congrès extraordinaire d'ERC
Au lendemain du scrutin, le président de la Généralité Pere Aragonès annonce qu'il a l'intention de se mettre en retrait du premier plan de la vie politique. Il indique ne pas avoir l'intention de siéger comme député et qu'il continuera de gérer les affaires courantes afin de mener à bien la transition avec son futur successeur. À la suite d'une réunion de la direction de la Gauche républicaine le 15 mai, un congrès national est convoqué pour le 30 novembre, le président du parti Oriol Junqueras indique qu'il démissionnera de ses fonctions après les élections européennes du 9 juin suivant et la secrétaire générale Marta Rovira déclare qu'elle ne sera pas candidate à sa propre succession lors du congrès. Le 14 décembre, Oriol Junqueras est réélu au second tour avec 52 % des voix contre 42 % pour son concurrent Xavier Godàs.

### Installation du Parlement et investiture avortée
La Gauche républicaine indique au début du mois de juin 2024 ne pas avoir l'intention de s'entendre avec le Parti socialiste sur l'élection du bureau du Parlement et préférer un accord entre indépendantistes avec le renfort des Comuns. Junts s'entend finalement avec ERC à ce propos, aussi lors de l'installation de la législature le 10 juin, Josep Rull est élu président du Parlement tandis qu'ERC obtient une vice-présidence et un secrétariat et Junts un secrétariat, ce qui garantit une majorité indépendantiste de quatre députés sur sept au bureau, les trois autres étant issus du PSC.
Le 18 juin, Josep Rull entame ses consultations des différents groupes parlementaires afin de désigner ou non un candidat à l'investiture pour la présidence de la Généralité. Il indique le lendemain, à la conclusion de ses entretiens, qu'aucun candidat ne s'est fait connaître et fait connaître son intention de l'annoncer formellement lors de la séance plénière du 26 juin, ouvrant le délai de deux mois à l'issue duquel le Parlement sera automatiquement dissous faute d'investiture. Les députés se réunissent effectivement le 26 juin pour constater l'absence de candidat, ce qui équivaut à une investiture ratée et déclenche formellement le compte-à-rebours des deux mois.

### Négociations d'investiture
Une première rencontre a lieu le 28 mai 2024 entre le Parti socialiste et Comuns Sumar. Le 15 juillet suivant, le porte-parole du parti Catalogne en commun Joan Mena indique que « les négociations progressent de manière adéquate » sans donner de délai quant à la conclusion de leurs échanges. Le pacte entre les deux formations est conclu le 30 juillet suivant. Ratifié le lendemain à la quasi-unanimité par le conseil national de Catalogne en commun, l'accord prévoit des mesures en faveur du logement, de l'éducation, des transports publics et rend plus difficile le projet d'hôtel-casino Hard Rock Cafe qui avait produit la rupture politique à l'origine de l'anticipation des élections régionales.
Le Parti socialiste et la Gauche républicaine organisent le 18 juin une première rencontre de leurs équipes de négociations, à l'issue de laquelle ils s'engagent à poursuivre leurs discussions. Alors que la secrétaire générale d'ERC Marta Rovira appelle le 29 juin à la conclusion d'un « préaccord » dans un délai d'un mois afin d'avoir le temps de convaincre les militants du parti de le ratifier, la porte-parole de la Gauche républicaine Raquel Sans révèle le 8 juillet que les négociations avancent « à bon rythme ». Le 29 juillet, la direction de la Gauche républicaine annonce la conclusion d'un accord d'investiture avec le Parti socialiste, qui doit être ratifié par sa base militante le 2 août et comprend des engagements en matière d'autonomie fiscale, de promotion du catalan et de dialogue inter-partis. L'aspect fiscal du projet d'entente suscite des remous au sein du PSOE, plusieurs dirigeants régionaux ou locaux émettant des critiques publiques à son encontre. Le référendum interne à la Gauche républicaine débouche sur une ratification du contrat avec le Parti socialiste par 53,5 % des suffrages exprimés avec un fort taux de participation, 77 % des adhérents ayant pris part au vote. L'accord entre le PSC et ERC est également ratifié le 5 août par le conseil national de Jovent Republicà, le mouvement de jeunesse de la Gauche républicaine, qui compte une députée sur les 20 d'ERC. Ce résultat assure définitivement à Salvador Illa le vote favorable de 68 députés sur 135.

### Investiture de Salvador Illa

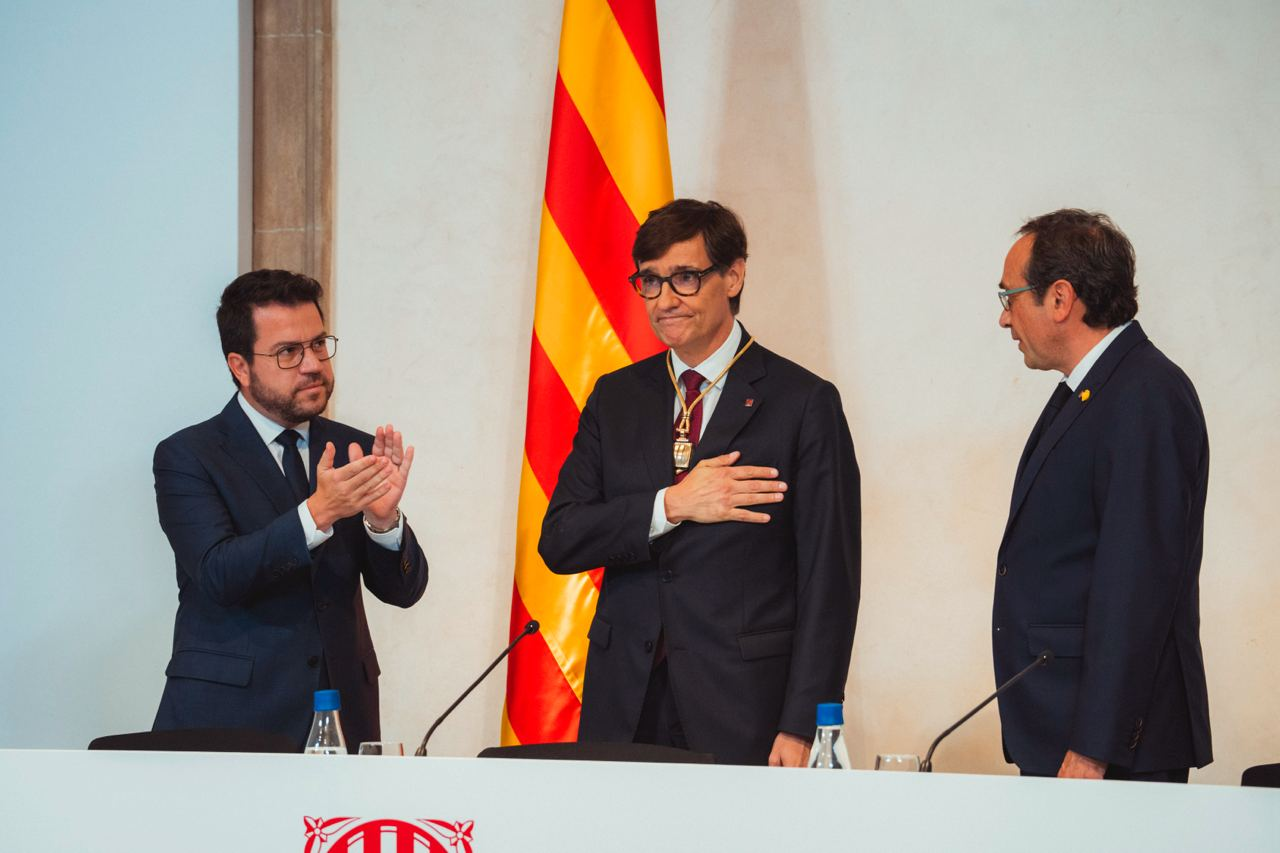
Salvador Illa est assermenté président de la Généralité le 10 août 2024.

Le 3 août 2024, Salvador Illa informe Josep Rull qu'il dispose des soutiens suffisants pour obtenir l'investiture du Parlement. Ayant consulté les groupes parlementaires, le président du Parlement annonce le 6 août qu'il propose formellement le dirigeant socialiste comme candidat à l'investiture pour la présidence de la Généralité et qu'il a l'intention de tenir la séance d'investiture le 8 août, après avoir obtenu l'accord de la députation permanente, qu'il convoque à cet effet le 7 août. L'autorisation est effectivement accordée, le lendemain de l'annonce, avec le vote favorable de la quasi-totalité des groupes, le Parti populaire et Vox s'étant abstenus.
Salvador Illa est effectivement investi président de la généralité de Catalogne le 8 août 2024 par 68 voix pour et 66 voix contre, obtenant comme prévu la confiance du Parti socialiste, de la Gauche républicaine et des Comuns tandis que Carles Puigdemont, député de Junts, n'assiste pas à la séance après avoir pourtant prononcé un discours non loin du palais du Parlement une heure avant le début de la séance. Il prête serment le 10 août au cours d'une cérémonie au palais de la Généralité aux côtés de Pere Aragonès et Josep Rull, et en présence notamment de la vice-présidente du gouvernement espagnol María Jesús Montero et des ministres Félix Bolaños, Diana Morant, Jordi Hereu et Ernest Urtasun. Son gouvernement de 16 membres est assermenté et entre en fonction deux jours plus tard.